# Oultene
Oultene (em árabe: ولتام) é uma cidade e comuna localizada na província de M'Sila, Argélia. Segundo o censo de 2008, a população total da cidade era de 2 289 habitantes.